# Too Late the Hero (album)
Too Late the Hero je páté studiové album anglického hudebníka Johna Entwistlea. Bylo vydáno 23. listopadu 1981 pod Atco Records ve Spojených státech a pod WEA ve Spojeném království. Bylo to jediné sólové album, které v 80. letech vydal, a poslední, které se dostalo do hitparád. Album se umístilo na 71. místě amerického žebříčku Billboard 200, což z něj činí jeho nejprodávanější album a jediné album, které se dostalo do Top 100.
První singl z alba byl „Talk Dirty“ a v americkém žebříčku Mainstream Rock Tracks se umístil na 41. místě. Druhým singlem byl „Too Late the Hero“ a byl by to také jediný Entwistleův singl, který se umístil v britské hitparádě UK Singles Chart, a to na 76. místě. Dosáhl také na 101. místo v americkém žebříčkux Bubbling Under Hot 100 časopisu Billboad, čímž se stal vůbec nejprodávanějším Entwistleovým singlem. „Too Late the Hero“ byl také jediný singl z alba, ke kterému byl natočen videoklip.
Album bylo nahráno především trojicí hudebníků Entwistlem na basovou kytaru, Joe Walshem z Eagles na kytaru a Walshůvým bývalým spoluhráčem ze skupiny Barnstorm Joe Vitalem na bicí. Doprovodné vokály ve většině skladeb zpíval Billy Nicholls.

## Komponování
Bylo to Entwistleovo první sólové album po šesti letech. „Přestal jsem psát, protože jsem si myslel, že se s těmi 'shoo-bop, shoo-bop', starými rokenrolovými věcmi na Rigor Mortis Sets In a Mad Dog, ubírám špatným směrem. Když jsem začal znovu psát, vrátil jsem se k hudbě, kterou jsem psal před těmito alby.“
„Ještě asi před dvěma lety jsem se snažil držet od některých témat dál. Od všech – od fanoušků až po mou manželku a rodinu – jsem měl pocit, že když píšeš o šlapkách, musíš chodit za šlapkami, a když píšeš o drogách, musíš brát drogy. Po Whistle Rymes, kdy jsem vstával v šest ráno, abych nakrmil syna Christophera, a pak jsem v sedm sedl ke klavíru a psal písničky o šmírácích a případech sebevražd, jsem se tímto zlověstným černým humorem proslavil.“

## Seznam skladeb
Autorem všech skladeb je John Entwistle.
| Strana 1 | Strana 1        | Strana 1 |
| Pořadí   | Název           | Délka    |
| -------- | --------------- | -------- |
| 1.       | Try Me          | 3:55     |
| 2.       | Talk Dirty      | 4:06     |
| 3.       | Lovebird        | 4:51     |
| 4.       | Sleeping Man    | 3:55     |
| 5.       | I'm Coming Back | 4:01     |

| Strana 2 | Strana 2               | Strana 2 |
| Pořadí   | Název                  | Délka    |
| -------- | ---------------------- | -------- |
| 6.       | Dancing Master         | 4:23     |
| 7.       | Fallen Angel           | 4:40     |
| 8.       | Love Is a Heart Attack | 5:13     |
| 9.       | Too Late the Hero      | 7:25     |

## Obsazení
- John Entwistle – zpěv, basová kytara, osmistrunná basová kytara, klavír, syntezátory
- Joe Walsh – akustické a elektrické kytary, cabasa, popelnice, tamburína, limps, syntezátor
- Joe Vitale – bicí, perkuse, klavír, flétna, clavinet, tympány, metronom
- Billy Nicholls – doprovodné vokály

Produkce a obal alba
- John Entwistle – producent
- Dave „Cyrano“ Langston – producent
- Joe Walsh – vedoucí producent
- Joe Vitale – vedoucí producent
- Dave „Cyrano“ Langston – zvukový inženýr
- Neil Hornby – asistent inženýra
- Jim Hill – asistent inženýra
- Jeff Eccles – asistent inženýra
- Mike Reese – mastering
- Gered Mankowitz – obálka alba, koncept, fotografie